# 黄家湖（武科大）站
黄家湖（武科大）站位于中华人民共和国湖北省武汉市洪山区，是武汉地铁5号线的地铁车站。建设时期的车站工程名为“科技大学站”。

## 车站结构
黄家湖（武科大）站位于黄家湖西路与黄家湖三街交叉口西侧防护绿地内。车站西侧为白沙洲大道，东侧为黄家湖西路及黄家湖三街，站点周边规划以居住用地、市政设施用地、防护绿地及科教用地为主。车站为路侧两层高架侧式车站，共设4个出入口。

### 车站出口
|                                                 |            |      |  |
| 出口編號                                        | 設施       | 照片 |  |
| A                                               |            |      |  |
| B                                               |            |      |  |
| C                                               | （未开放） |      |  |
| D                                               | （未开放） |      |  |
| 注： 設有升降機 \| 設有輪椅升降台 \| 設有洗手間 |            |      |  |

## 鄰近地點
武汉科技大学（黄家湖校区）

### 内部链接
- 武汉地铁车站列表